# Josh Frydenberg
Joshua Anthony Frydenberg (Melbourne, 17 juli 1971) is een Australisch politicus. Van 2018 tot 2022 was hij minister van Financiën namens de Liberale Partij. Daarvoor was hij korte tijd minister van Milieu en minister van Natuurlijke Hulpbronnen. Frydenberg was tevens lid van het Huis van Afgevaardigden namens Kooyong van 2010 tot 2022

## Levensloop

### Jonge jaren
Frydenbergs moeder Erika Strausz, psycholoog van beroep, werd in 1943 in een joods gezin in Hongarije geboren. Zij overleefde de oorlog en emigreerde in 1950 naar Australië. Zijn vader, ook Joods, kwam van Polen naar Australië.
In zijn jeugd was Frydenberg een succesvol tennisspeler. Na de middelbare school speelde hij een jaar fulltime in het semi-professionele tenniscircuit in Australië en Europa, maar brak niet door. Hij nam in 1997 deel aan de Maccabiade en was met zijn vader aanwezig bij de instorting van een voetgangersbrug, waardoor vier Australische atleten om het leven kwamen. Frydenberg bevond zich op het moment van instorten niet op de brug, hij was achteraf op foto's te zien terwijl hij hielp bij de hulpverlening aan slachtoffers.
Terug in Australië studeerde hij Rechten en Economie aan de Monash-universiteit. Na zijn studie vond Frydenberg werk bij een groot commercieel advocatenkantoor. Vervolgens haalde hij in 1998 nog een Master Internationale Betrekkingen aan de Universiteit van Oxford en een Master in Openbaar Bestuur (In het Engels: Master of Public Administration) aan de Harvard-universiteit,
Frydenberg werkte van 1999 tot 2003 als adviseur voor minister van Justitie Daryl Williams en minister van Buitenlandse Zaken Alexander Downer, voordat premier John Howard hem aanstelde als politiek adviseur op het terrein van binnenlandse veiligheid. In 2005 maakte hij de overstap naar een directeurspositie bij Deutsche Bank.

### Parlementslid
Frydenberg stelde zich in 2006 verkiesbaar voor een parlementszetel in Kooyong, een oostelijke buitenwijk van Melbourne. Het kiesdistrict werd gezien als een veilige zetel voor de Liberale Partij. Tijdens de voorverkiezingen nam Frydenberg het op tegen zittend parlementslid Petro Georgiou. Hij verloor en wachtte drie jaar tot Georgiou in 2009 aankondigde met pensioen te gaan. Ditmaal werd Frydenberg wel gekozen. Tijdens zijn maiden speech refereerde Frydenberg naar zijn ouders en koppelde dit aan de bijdrage die migranten kunnen hebben. Ook noemde hij zijn geloof in een "kleine overheid", het belang van sterke banden met Azië en de Verenigde Staten en zei dat hij als doelstelling had dat in 2030 twee Australische universiteiten in de top-tien van beste universiteiten wereldwijd moeten staan.

### Minister
Zonder veel moeite werd Frydenberg in 2010 herkozen. Hij werd in december 2014 benoemd tot onderminister van Financiën. Na het aantreden van premier Malcolm Turnbull in september 2015 werd hij benoemd tot minister van Natuurlijke Hulpbronnen en Noord-Australië. In 2016 werd hij minister van Milieu en Energievoorziening. In 2015 verklaarde Frydenberg dat hij voortaan voorstander was van de mogelijkheid van personen van dezelfde sekse met elkaar te trouwen.
Vanaf juni 2017 brak er onrust uit onder Australische parlementariërs, nadat meerdere van hen over een tweede nationaliteit bleken te beschikken, soms zonder dat zelf te weten. Volgens de Australische grondwet is iemand met een dubbele nationaliteit niet verkiesbaar. Het Hooggerechtshof verklaarde in lijn daarmee de verkiezing van een aantal parlementsleden ongeldig en zij moesten af treden. Er werd gesuggereerd dat Frydenberg via zijn moeder over de Hongaarse nationaliteit beschikte. Volgens Frydenberg waren zij echter stateloos toen zijn naar Australië kwamen. Dit werd bevestigd door documenten. Verschillende parlementsleden van Labor drongen er op aan de kwestie verder te onderzoeken, terwijl andere daar meer moeite mee hadden. Zo verklaarde parlementslid Ed Husic dat hij zich niet comfortabel voelde bij het stellen van vragen naar het legaal burgerschap van uit Europa gevluchte stateloze joden. Na onderzoek bleek dat de familieleden van Frydenberg hun Hongaarse burgerschap hadden verloren na vertrek uit Europa.
Premier Turnbull werd in augustus 2018 uitgedaagd door Scott Morrison, die de interne verkiezing ook won. Frydenberg won de verkiezing als vicepartijleider. Hij volgde Morrison, die zelf premier werd, op als minister van Financiën. Bij de parlementsverkiezingen van 2022 verloor Frydenberg zijn zetel aan de onafhankelijke kandidaat Monique Ryan.

## Persoonlijk
Frydenberg is getrouwd met Amie Saunders en heeft twee kinderen.